# Bătălia de la Silva Arsia
Bătălia de la Silva Arsia a fost o luptă între Regatul Roman și forțele combinate ale orașelor Tarquinia și Veii conduse de către regele detronat Lucius Tarquinius Superbus. 
Bătălia a avut loc în apropiere de Silva Arsia (pădurea Arsiană), pe teritoriul roman, și s-a terminat cu victoria romanilor, dar și cu moartea unuia dintre consulii romani, Lucius Junius Brutus.  
Bătălia s-a datorat unei încercări a lui Tarquin de a-și recâștige tronul, și poate fi, de asemenea, considerată drept parte a conflictului în curs de desfășurare între orașele etrusce și extinderea statului roman. Bătălia face parte din istoria timpurie a Romei, care este, probabil, în parte legendară. 